# (4443) Paulet
(4443) Paulet es un asteroide perteneciente al cinturón de asteroides, descubierto el 10 de septiembre de 1985 por Henri Debehogne desde el Observatorio de La Silla, Chile.

## Designación y nombre
Designado provisionalmente como 1985 RD4. Fue nombrado Paulet en honor al inventor peruano Pedro Paulet.

## Características orbitales
Paulet está situado a una distancia media del Sol de 2,235 ua, pudiendo alejarse hasta 2,497 ua y acercarse hasta 1,973 ua. Su excentricidad es 0,117 y la inclinación orbital 3,616 grados. Emplea 1220 días en completar una órbita alrededor del Sol.

## Características físicas
La magnitud absoluta de Paulet es 13,7. Tiene 4,565 km de diámetro y su albedo se estima en 0,338.